# Orgue du palais du Trocadéro
Construit par Aristide Cavaillé-Coll à l'occasion de l'Exposition universelle de 1878 pour le palais du Trocadéro à Paris, cet orgue mythique a été transféré en 1937 au palais de Chaillot, avant de prendre en 1977 le chemin de l'Auditorium Maurice-Ravel de Lyon, où il se trouve aujourd'hui.

## Histoire
En 1878, est inaugurée à Paris une grande salle de concert au Trocadéro, sur la colline de Chaillot, pour faire face et servir de toile de fond à l’Exposition universelle qui se tient de l’autre côté de la Seine, sur le Champ de Mars.
Architecte : Gabriel Davioud.
Dans le sillage de la Commune, la volonté est d’offrir à Paris sa première salle de concert publique (toutes les autres sont privées) et son premier orgue laïc.

### Construction de l'orgue
La construction de l’orgue est confiée au plus célèbre facteur français du moment : Aristide Cavaillé-Coll. Cavaillé-Coll a déjà une expérience en matière d’orgues de salle, avec ceux de Sheffield (1873) et du palais de l’Industrie à Amsterdam (1875). 
Pris par le temps, l’organier reprend les tuyaux d'un orgue de 46 jeux distribués sur trois claviers et un pédalier complet qu'il vient d'achever. Cet orgue est destiné à la nouvelle église Notre-Dame-d'Auteuil, à quelques encablures du Trocadéro, et le contrat stipule qu’il sera enlevé 15 jours après la fermeture de l’exposition. Selon Rollin Smith, toutefois, l'instrument fut conçu à l'origine non pour cette église (encore à l'état de projet) mais pour un commanditaire inconnu qui se serait rétracté. Il semble plutôt que le prêtre, l'abbé Lamazou, ait profité de l'existence de l'instrument orphelin pour l'acquérir à un prix réduit pour son nouveau lieu de culte.
Il est également passé commande d’une grande pédale complémentaire de 32 pieds composée de 10 jeux, disposée de manière à pouvoir servir ultérieurement dans la construction du grand orgue définitif projeté pour la salle du Trocadéro, et de tuyaux de montre en étain.
Cavaillé-Coll adapte finalement ce matériau à l’immense salle du Trocadéro (5 000 places) en augmentant le nombre de claviers manuels (de 3 à 4) et de jeux (de 46 à 66) privilégiant des jeux sonores, pour compenser l’acoustique peu réverbérée. 
L’orgue est un des plus vastes de son temps et intègre les dernières nouveautés techniques : machines Barker (mécanismes d’assistance pneumatique diminuant la résistance mécanique des claviers et permettant le développement de grands orgues symphoniques), souffleries produisant des pressions très différenciées et aptes à satisfaire des besoins considérables en vent, pré-combinateur, etc.
L’esthétique est résolument romantique et symphonique, avec l’abandon des mutations et mixtures classiques au profit d’une profusion de 8’, d’un renforcement des graves (16’ et 32’) et des jeux d’essence concertante : jeux ondulants (Voix céleste, Unda maris), anches et fonds d’essence « orchestrale » (Violoncelles, Gambes, Diapason, Clarinette), etc. Par ailleurs, deux claviers sont expressifs (Positif et Récit), ce qui constitue une nouveauté.

### Inauguration et premiers concerts
Le premier concert a lieu le 6 juin 1878. Édouard Colonne dirige un orchestre de 350 personnes dans Le Désert de Félicien David et la cantate Les Noces de Prométhée de Camille Saint-Saëns.
L'orgue est inauguré le 7 août 1878 par Alexandre Guilmant, qui joue sa Marche funèbre et Chant séraphique ainsi que des pièces de Lemmens, Martini, Chauvet, Haendel, Bach (Toccata et Fugue en ré mineur BWV 565) et Mendelssohn. 
Jusqu’au 8 octobre 1878 (fin de l’Exposition universelle), seize concerts se succèdent régulièrement. Les plus grands organistes jouent le nouvel orgue, notamment Eugène Gigout (13 août), Théodore Dubois (21 août), Camille Saint-Saëns (28 septembre), André Messager (8 octobre), César Franck (qui crée à l'occasion ses Trois Pièces). Les deux événements majeurs sont les concerts de Charles-Marie Widor le 24 août (avec la création de sa Sixième Symphonie), et César Franck le 1er octobre, où il donne les trois pièces qu'il a composées expressément pour l'occasion.
En marge de la série officielle, profitant d'un séjour à Paris, Jacques-Nicolas Lemmens et son épouse, Helen Lemmens-Sherrington, donnent en septembre un concert exceptionnel en compagnie de Guilmant et du flûtiste Paul Taffanel.
Voici la photo de l'événement et la liste de quelques personnalités présentes. 

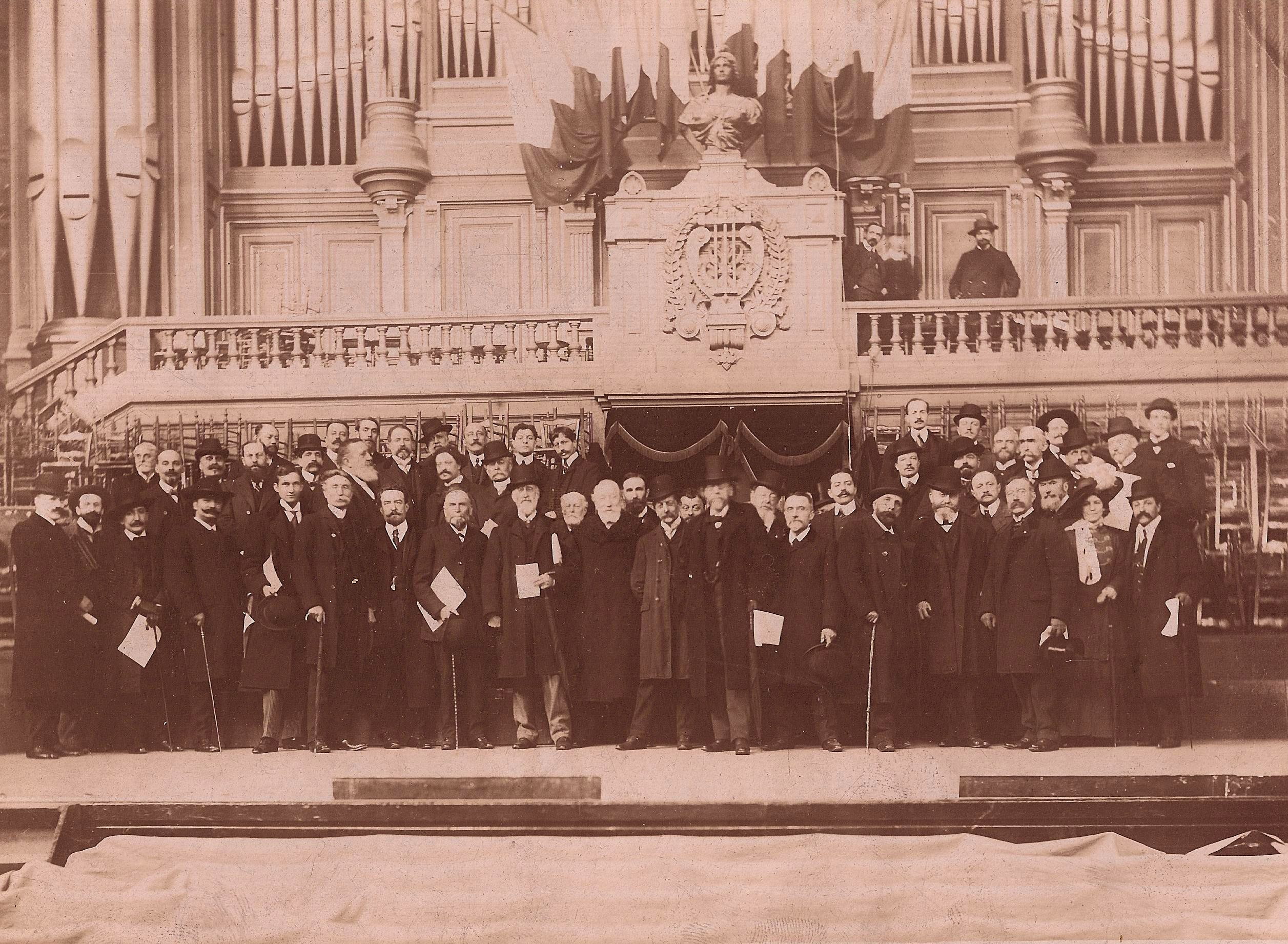

1er rang : Stan Golestan (3e), Xavier Leroux, Robert Lyon (Pleyel), Gaston Carraud (7e), Théodore Dubois (9e), Jean d'Estournelles de Constant (directeur des Beaux-Arts), Dujardin-Beaumetz, X, Charles-Marie Widor (avec la barbe !), Paul Vidal, X, Wanda Landowska, Pierre Monteux.
2e rang : Reynaldo Hahn (5e), Raoul Pugno, Philippe Gaubert, plus bas : X, puis Henri Rabaud, en remontant, à gauche du drapé, Francis Casadesus (2e)
3e rang : Paul Dukas (5e), Gustave Lyon (Pleyel), Enesco, André Bloch, à droite du drapé : Alexandre Georges (3e), Paul Le Flem, Roger Lion (Pleyel)

### L'ère Guilmant
L'Exposition universelle ferme ses portes en novembre 1878 et l’orgue de Notre-Dame-d’Auteuil n’est pas enlevé. L'été suivant, Guilmant instaure une série de concerts mêlant l'orgue seul et l'orgue accompagné d'autres instruments. C'est dans ce cadre que le 19 octobre 1879 Widor donne la première audition publique de sa Cinquième Symphonie (quelques semaines plus tôt, en juin, l'organiste lyonnais avait joué lors d'un concert privé l'une de ses deux nouvelles symphonies, la Cinquième ou la Sixième - ou les deux) devant le ministre des Beaux-Arts.
Poursuivant dans la lignée des concerts inauguraux, Guilmant promeut sans relâche le répertoire ancien. Il fera entendre de nombreuses pages de Bach, Dietrich Buxtehude, Girolamo Frescobaldi, Louis-Nicolas Clérambault et autres, ainsi que l'intégrale des concertos pour orgue et orchestre de Georg Friedrich Haendel.
Après cette glorieuse entrée en matière, des problèmes se posent rapidement.
Le curé de Notre-Dame d’Auteuil réclame ses tuyaux. Grâce à Guilmant et Widor, l’État en fait l’acquisition en 1882 pour le Trocadéro. Cavaillé-Coll construit pour Auteuil un instrument à deux claviers manuels et 32 jeux inauguré le 11 février 1885.
L’acoustique de la salle se révèle désastreuse pour les autres formes de musique que l’orgue. Ainsi n’abritera-t-elle plus, progressivement, que des concerts d’orgue. Jusqu’en 1926, les plus grands organistes français, européens, et même américains en feront un lieu admiré dans le monde entier. 
Durant l'Exposition universelle de 1889, Widor crée à nouveau une symphonie pour orgue seul (la Huitième). Le 11 juin 1896, il dirige sa Troisième Symphonie pour orgue et orchestre, op. 69, avec en soliste son élève Louis Vierne.

### L'ère Dupré
Au début du siècle, l'orgue - qui manque cruellement de fonds - connaît des problèmes mécaniques croissants. La mort de Guilmant, « titulaire non officiel » en 1911, puis la guerre compliquent encore les choses.
En 1920, Saint-Saëns obtient tout de même un triomphe avec la création française de Cyprès et Laurier, où Gigout tient la partie d'orgue solo. 
La même année, Marcel Dupré réalise un exploit sans précédent : l'intégrale de l'œuvre de Bach par cœur, en dix récitals (avant de tenter l'aventure au Trocadéro, où les frais de location étaient élevés et la salle immense, il avait fait un premier essai fort concluant dans la salle plus modeste du Conservatoire). Au printemps, il donne une série de six récitals mêlant les pages des grands maîtres aux siennes propres.
Néanmoins, l'état de l'instrument est de plus en plus préoccupant, et Vierne est l'un de ceux qui s'en émeuvent. Dupré a beau donner, le 30 avril 1925, la première exécution française de sa Symphonie-Passion devant 3 000 personnes enthousiastes, il ne peut que constater sa détérioration catastrophique. En 1926, devenu professeur d'orgue au Conservatoire en succession de Gigout, il use de ce prestige supplémentaire pour lever des fonds auprès de ses collègues, en donnant un récital de charité et en puisant dans sa propre bourse. Il supervise la rénovation, et inaugure l’instrument rendu à sa splendeur initiale le 2 mars 1927. Il s'y produira encore une demi-douzaine de fois, avec notamment la création du Chemin de la Croix le 14 août 1932. Il y jouera un concert d'adieu le 14 août 1935, avant la destruction du bâtiment.

### Après le Trocadéro
L'orgue renaîtra en 1939 dans le nouveau palais de Chaillot. En 1977, il est déménagé et intègre l'Auditorium Maurice-Ravel de Lyon.

## L'instrument

### Caractéristiques
4 claviers manuels de 56 notes (Ut à sol) et Pédalier de 30 notes (Ut à fa)

66 jeux sur 85 rangs

Pressions différenciées au sein de chaque plan sonore, dans un but d’équilibre (divisions Petite Pédale/Grande Pédale/32’ à la Pédale, fonds/anche au GO, basses/dessus au Solo)

Traction mécanique avec 2 machines Barker

### Pédales de combinaison
- Tirasse G.O.
- Tirasse Positif
- Tirasse Récit
- Appel des jeux du G.O.
- Appel d'anches du G.O.
- Appel d'anches du Récit
- Appel d'anches du Positif
- Appel d'anches du Solo-Bombarde
- Appel d'anches du Pédale
- Copula Pos./G.O.
- Copula Réc./G.O.
- Copula Solo-Bombarde/G.O.
- Copula Réc./Pos.
- Octaves graves sur G.O.
- Octaves graves sur Pos.
- Octaves graves sur Réc.
- Octaves graves sur Solo-Bombarde
- Orage
- Trémolo Positif
- Trémolo Récit
- Expression Positif
- Expression Récit

### Composition
(An) : jeux contrôlés par les pédales d'anches
| I. Grand-Orgue | II. Positif expressif | III. Récit expressif | IV. Solo-Bombarde | Pédale |
| --- | --- | --- | --- | --- |
| Montre 16 Bourdon 16 Montre 8 Violoncelle 8 Flûte harmonique 8 Bourdon 8 Prestant 4 Flûte douce 4 (An) Doublette 2 (An) Dessus de Cornet 5 rangs (An) Plein-jeu harmonique 5 rangs (An) Bombarde 16 (An) Trompette 8 (An) Clairon 4 (An) | Bourdon 16 Principal 8 Flûte harmonique 8 Salicional 8 Unda maris 8 Flûte octaviante 4 Quinte 2 2/3 (An) Doublette 2 (An) Plein-jeu harmonique 3-6 rangs (An) Basson 16 (An) Trompette 8 (An) Cromorne 8 (An) | Quintaton 16 Flûte harmonique 8 Cor de nuit 8 Viole de gambe 8 Voix céleste 8 Flûte octaviante 4 Octavin 2 (An) Cornet 5 rangs (An) Carillon 1-3 rangs Basson 16 (An) Trompette 8 (An) Basson-Hautbois 8 Voix humaine 8 Clairon harmonique 4 (An) | Bourdon 16 Flûte harmonique 8 Diapason 8 Violoncelle 8 Flûte octaviante 4 Octavin 2 Tuba magna 16 (An) Trompette harmonique 8 (An) Clarinette 8 (An) Clairon harmonique 4 (An) | Principal basse 32 Soubasse 16 Contrebasse 16 Grosse Flûte 16 Violonbasse 16 Grosse Flûte 8 Basse 8 Bourdon 8 Violoncelle 8 Contre-Bombarde 32 (An) Bombarde 16 (An) Basson 16 (An) Trompette 8 (An) Basson 8 (An) Baryton 4 (An) Clairon 4 (An) |

## Grandes œuvres créées sur l'instrument
CM = création mondiale

CF = création française

PEP = première exécution publique

- Marcel Dupré : Symphonie-Passion – CF 30 avril 1925, par l'auteur
- Marcel Dupré : Le Chemin de la Croix – CM 18 mars 1932, par l'auteur
- Gabriel Fauré : Requiem, version définitive pour solistes, chœur, orgue et orchestre - CM 12 juillet 1900, par Eugène Gigout (orgue), le Chœur et l'Orchestre du Conservatoire sous la direction de Paul Taffanel
- César Franck : Trois Pièces (Fantaisie en la, Cantabile, Pièce héroïque) - CM 1er octobre 1878, par l'auteur
- César Franck : Intégrale des Trois Chorals - CM 28 avril 1898, par Albert Mahaut
- Charles Gounod : La Rédemption, oratorio pour récitants, solistes, chœurs, orgue et orchestre - CF 3 avril 1884
- Charles Gounod : Mors et vita, oratorio pour solistes, chœurs, orgue et orchestre - CF 2 mai 1886
- Alexandre Guilmant : Première Symphonie, pour orgue et orchestre – CM 22 août 1878, par l'auteur
- Alexandre Guilmant : Deuxième Symphonie, pour orgue et orchestre – CM 31 décembre 1911, par Joseph Bonnet (orgue) et l'Orchestre Lamoureux, dirigé par Camille Chevillard)
- Franz Liszt : Fantaisie et Fugue sur "Ad nos, ad salutarem undam" – CF 28 septembre 1878, par Camille Saint-Saëns.
- Camille Saint-Saëns : Cyprès et Lauriers, op. 156, pour orgue et orchestre – CF 24 octobre 1920, par Eugène Gigout à l'orgue et la Société des Concerts du Conservatoire, sous la direction de Jules Garcin
- Charles-Marie Widor : Grave en ut mineur (par l'auteur) - CM
- Charles-Marie Widor : Cinquième Symphonie, pour orgue seul - PEP 19 octobre 1879, par l'auteur (une audition privée avait vraisemblablement eu lieu auparavant)
- Charles-Marie Widor : Sixième Symphonie, pour orgue seul – CM 24 août 1878, par l'auteur
- Charles-Marie Widor : Huitième Symphonie, pour orgue seul - CM 3 juillet 1879, par l'auteur